# Badminton-Ozeanienmeisterschaft 2012
Die Badminton-Ozeanienmeisterschaft 2012 fand vom 22. bis zum 25. Februar 2012 in Ballarat (Australien) statt. Es war die 8. Austragung dieser Kontinentalkämpfe im Badminton in Ozeanien.

## Medaillengewinner
| Disziplin    | Gold                       | Silber                                     | Bronze                        |
| ------------ | -------------------------- | ------------------------------------------ | ----------------------------- |
| Herreneinzel | James Eunson               | Michael Fowke                              | Luke Charlesworth             |
| Herreneinzel | James Eunson               | Michael Fowke                              | Luke Chong                    |
| Dameneinzel  | Michelle Chan              | Verdet Kessler                             | Anna Rankin                   |
| Dameneinzel  | Michelle Chan              | Verdet Kessler                             | Victoria Na                   |
| Herrendoppel | Glenn Warfe Ross Smith     | Kevin Dennerly-Minturn Oliver Leydon-Davis | Nathan David Joel Findlay     |
| Herrendoppel | Glenn Warfe Ross Smith     | Kevin Dennerly-Minturn Oliver Leydon-Davis | Maika Phillips Elliot Pike    |
| Damendoppel  | Leanne Choo Renuga Veeran  | Ann-Louise Slee Eugenia Tanaka             | Vinning Mak Natasha Sharp     |
| Damendoppel  | Leanne Choo Renuga Veeran  | Ann-Louise Slee Eugenia Tanaka             | Verdet Kessler Talia Saunders |
| Mixed        | Raymond Tam Eugenia Tanaka | Glenn Warfe Leanne Choo                    | Ross Smith Gronya Somerville  |
| Mixed        | Raymond Tam Eugenia Tanaka | Glenn Warfe Leanne Choo                    | Luke Chong Victoria Na        |
| Mannschaft   | Australien                 | Neuseeland                                 | Neuseeland II                 |

## Finalergebnisse
| Disziplin    | Sieger                       | Finalist                                     | Ergebnis     |
| ------------ | ---------------------------- | -------------------------------------------- | ------------ |
| Herreneinzel | James Eunson                 | Michael Fowke                                | 21–19, 21–15 |
| Dameneinzel  | Michelle Chan                | Verdet Kessler                               | 21–10, 21–17 |
| Herrendoppel | Ross Smith / Glenn Warfe     | Kevin Dennerly-Minturn / Oliver Leydon-Davis | 21–17, 21–18 |
| Damendoppel  | Leanne Choo / Renuga Veeran  | Ann-Louise Slee / Eugenia Tanaka             | 21–16, 21–13 |
| Mixed        | Raymond Tam / Eugenia Tanaka | Glenn Warfe / Leanne Choo                    | 21–17, 21–19 |